# 肉色帶平鰭鮠
肉色帶平鰭鮠，為輻鰭魚綱鯰形目平鰭鮠科的其中一種，為熱帶淡水魚，分布於非洲三比西河上游至Chobe、Kwando河、奧卡萬戈河三角洲流域，體長可達2.4公分，棲息在沙底質淺水處，以小型無脊椎動物為食，生活習性不明。

## 擴展閱讀
維基物種上的相關：肉色帶平鰭鮠